# Serdinya
Serdinya (catalansk: Serdinyà) er en by og kommune i departementet Pyrénées-Orientales i Sydfrankrig.

## Geografi
Serdinya ligger 56 km vest for Perpignan. Nærmeste byer er mod vest Olette (6 km) og mod øst Villefranche-de-Conflent (5 km).

## Demografi

### Udvikling i folketal
| 1962                                                              | 1968 | 1975 | 1982 | 1990 | 1999 | 2007 | 2015 | 2017 |
| ----------------------------------------------------------------- | ---- | ---- | ---- | ---- | ---- | ---- | ---- | ---- |
| 363                                                               | 307  | 271  | 233  | 213  | 233  | 220  | 244  | 246  |
| Tal fra og med 1962 er uden dobbelttælling (sans doubles comptes) |      |      |      |      |      |      |      |      |